# صوت زفيري
في علم الصوتيات، الأصوات الزفيرية (بالإنجليزية egressive sounds) هي الأصوات التي يتشكل فيها تيار الهواء عن طريق دفع الهواء للخارج من خلال الفم أو الأنف. وتنقسم إلى ثلاثة أنواع هي الرئوية الزفيرية (من الرئتين)، والمزمارية الزفيرية (من المزمار) ، واللسانية (الطبقية) الزفيرية (من اللسان). وعلى النقيض من الصوت الزفيري نجد الصوت الامتصاصي حيث يتدفق تيار الهواء إلى الداخل عبر الفم أو الأنف.